# Candida stellata
Candida stellata (Kroemer & Krumbholz) S.A. Mey. & Yarrow – gatunek grzybów należący do rzędu Saccharomycetales.

## Systematyka i nazewnictwo
Pozycja w klasyfikacji według Index Fungorum: Candida, incertae sedis, Saccharomycetales, Saccharomycetidae, Saccharomycetes, Saccharomycotina, Ascomycota, Fungi.
Pierwotnie opisany przez Kroemera i Krumbholza w 1931 roku jako Saccharomyces stellatus, jego obecną systematykę ustalili w 1978 roku Yarrow i Meyer.
Niektóre synonimy nazwy naukowej:
- Brettanomyces italicus Verona & Florenz., 1947
- Brettanomyces italicus Verona & Florenz., 1947, var. italicus
- Cryptococcus bacillaris (Kroemer & Krumbholz) C.E. Skinner, 1950
- Cryptococcus stellatus (Kroemer & Krumbholz) C.E. Skinner, 1950
- Saccharomyces bacillaris Kroemer & Krumbholz, 1931
- Saccharomyces stellatus Kroemer & Krumbholz, 1931
- Torulopsis bacillaris (Kroemer & Krumbholz) Lodder, 1934
- Torulopsis stellata (Kroemer & Krumbholz) Lodder, 1934

## Charakterystyka
Gatunek występuje naturalnie na owocach winorośli (Vitis sp.). Przy produkcji wina dominuje on (razem z Hanseniaspora uvarum) pierwsze stadia fermentacji alkoholowej, która później jest kontynuowana przez Saccharomyces cerevisiae. Według innych badań, po dokładnym sprawdzeniu taksonomii molekularnej kultur pozyskanych z winogron, sugeruje się, że kultury opisywane jako C. stellata należą do bardzo zbliżonego (niemalże nieodróżnialnego) gatunku: Candida zemplinina. Gatunek ten, podobnie jak Candida stellata, posiada trzy chromosomy w komórce i cechuje go ich polimorfizm długości. Genom Candida stellata jest jednak większy od genomu Candida zemplinina.